# Gaifar
Gaifar ist ein Ort und eine ehemalige Gemeinde (Freguesia) im nordportugiesischen Kreis Ponte de Lima der Unterregion Minho-Lima. Die Gemeinde hatte 263 Einwohner (Stand 30. Juni 2011).
Am 29. September 2013 wurden die Gemeinden Gaifar, Sandiães und Vilar das Almas zur neuen Gemeinde Associação de Freguesias do Vale do Neiva zusammengeschlossen. Gaifar ist Sitz dieser neu gebildeten Gemeinde.